# Jana Chasma
Lo Jana Chasma è una struttura geologica della superficie di Venere.